# 和歌山県の廃止市町村一覧
和歌山県の廃止市町村一覧（わかやまけんのはいししちょうそんいちらん）は、和歌山県における市制・町村制施行（1889年4月1日）後に、市町村合併や他の自治体に統合されることなどにより廃止した市町村の一覧である。単なる名称の変更は対象としない。
- 町村が「町制」・「市制」を施行し町・市となるケース
  - 「市町村」以外の表記名を変更しなかった自治体は一覧に含まれない。（例：三輪崎村 → 三輪崎町）
  - 町制・市制を施行した際に名称を変更した場合も一覧に含まれない。（例：名倉村 → 高野口町）
- 市町村が名称変更した場合は一覧に含まれない。
- 所属郡が変更になった場合は一覧に含まれない。
- 市町村合併で廃止した市町村のケース
  - 編入合併した場合の、存続市町村は廃止に当たらないので一覧に含まれない。
  - 編入合併した場合の、廃止した市町村は一覧に含まれる。
  - 新設合併した場合の、廃止した市町村は一覧に含まれる。
  - 新設合併した場合の、名称が残った市町村も一覧に含まれる。（例：旧・橋本市 → 新・橋本市）
- 分割や分立をしたケース
  - 分割で廃止した市町村は一覧に含まれる。
  - 分立で存続した市町村は一覧に含まれない。

## 1929年以前
- 西牟婁郡富二橋村 （1924年6月30日）西牟婁郡串本町に編入のため
- 西牟婁郡湊村 （1924年7月1日）西牟婁郡田辺町に編入のため
- 西牟婁郡西ノ谷村 （1924年7月1日）西牟婁郡田辺町に編入のため
- 海草郡雑賀村（1927年4月1日）和歌山市に編入のため
- 海草郡宮村 （1927年11月1日）和歌山市に編入のため
- 西牟婁郡豊原村 （1929年4月1日）西牟婁郡三川村に編入のため

## 1930年 - 1939年
- 海草郡和歌浦町 （1933年6月1日）和歌山市に編入のため
- 海草郡雑賀崎村 （1933年6月1日）和歌山市に編入のため
- 海草郡鳴神村 （1933年6月1日）和歌山市に編入のため
- 海草郡四箇郷村 （1933年6月1日）和歌山市に編入のため
- 海草郡岡町村 （1933年6月1日）和歌山市に編入のため
- 海草郡中ノ島村 （1933年6月1日）和歌山市に編入のため
- 海草郡宮前村 （1933年6月1日）和歌山市に編入のため
- 東牟婁郡新宮町 （1933年10月1日）新宮市新設のため
- 東牟婁郡三輪崎町 （1933年10月1日）新宮市新設のため
- 海草郡日方町 （1934年5月1日）海南市新設のため
- 海草郡黒江町 （1934年5月1日）海南市新設のため
- 海草郡内海町 （1934年5月1日）海南市新設のため
- 海草郡大野村 （1934年5月1日）海南市新設のため

## 1940年 - 1949年
- 海草郡湊村 （1940年4月1日）和歌山市に編入のため
- 海草郡紀三井寺町 （1940年4月1日）和歌山市に編入のため
- 海草郡野崎村 （1940年4月1日）和歌山市に編入のため
- 海草郡三田村 （1940年4月1日）和歌山市に編入のため
- 日高郡東内原村 （1941年8月1日）日高郡内原村新設のため
- 日高郡西内原村 （1941年8月1日）日高郡内原村新設のため
- 西牟婁郡田辺町 （1942年5月20日）田辺市新設のため
- 西牟婁郡下芳養村 （1942年5月20日）田辺市新設のため
- 海草郡松江村 （1942年7月1日）和歌山市に編入のため
- 海草郡貴志村 （1942年7月1日）和歌山市に編入のため
- 海草郡楠見村 （1942年7月1日）和歌山市に編入のため
- 海草郡木ノ本村 （1942年7月1日）和歌山市に編入のため
- 東牟婁郡上太田村 （1943年2月11日）東牟婁郡太田村新設のため
- 東牟婁郡下太田村 （1943年2月11日）東牟婁郡太田村新設のため

## 1950年 - 1959年
- 西牟婁郡万呂村 （1950年12月15日）田辺市に編入のため
- 西牟婁郡下秋津村 （1950年12月15日）田辺市に編入のため
- 西牟婁郡稲成村 （1950年12月15日）田辺市に編入のため
- 伊都郡端場村 （1952年1月1日）伊都郡応其村に編入のため
- 西牟婁郡新庄村 （1954年2月4日）田辺市に編入のため
- 日高郡御坊町 （1954年4月1日）御坊市新設のため
- 日高郡湯川村 （1954年4月1日）御坊市新設のため
- 日高郡藤田村 （1954年4月1日）御坊市新設のため
- 日高郡野口村 （1954年4月1日）御坊市新設のため
- 日高郡名田村 （1954年4月1日）御坊市新設のため
- 日高郡塩屋村 （1954年4月1日）御坊市新設のため
- 伊都郡（旧）隅田村 （1954年8月1日）伊都郡隅田村新設のため
- 伊都郡恋野村 （1954年8月1日）伊都郡隅田村新設のため
- 日高郡岩代村 （1954年8月1日）日高郡南部町に編入のため
- 有田郡箕島町 （1954年9月19日）有田郡有田町新設のため
- 有田郡糸我村 （1954年9月19日）有田郡有田町新設のため
- 有田郡保田村 （1954年9月19日）有田郡有田町新設のため
- 日高郡内原村 （1954年10月1日）日高郡日高町新設のため
- 日高郡志賀村 （1954年10月1日）日高郡日高町新設のため
- 日高郡比井崎村 （1954年10月1日）日高郡日高町新設のため
- 日高郡松原村 （1954年10月1日）日高郡美浜町新設のため
- 日高郡和田村 （1954年10月1日）日高郡美浜町新設のため
- 日高郡三尾村 （1954年10月1日）日高郡美浜町新設のため
- 日高郡上南部村 （1954年12月1日）日高郡南部川村新設のため
- 日高郡高城村 （1954年12月1日）日高郡南部川村新設のため
- 日高郡清川村 （1954年12月1日）日高郡南部川村新設のため
- 海草郡西和佐村 （1955年1月1日）和歌山市に編入のため
- 海草郡岡崎村 （1955年1月1日）和歌山市に編入のため
- 伊都郡橋本町 （1955年1月1日）橋本市新設のため
- 伊都郡岸上村 （1955年1月1日）橋本市新設のため
- 伊都郡山田村 （1955年1月1日）橋本市新設のため
- 伊都郡紀見村 （1955年1月1日）橋本市新設のため
- 伊都郡隅田村 （1955年1月1日）橋本市新設のため
- 伊都郡学文路村 （1955年1月1日）橋本市新設のため
- 日高郡早蘇村 （1955年1月1日）日高郡川辺町新設のため
- 日高郡丹生村 （1955年1月1日）日高郡川辺町新設のため
- 日高郡矢田村 （1955年1月1日）日高郡川辺町新設のため
- 日高郡（旧）由良町 （1955年1月1日）日高郡由良町新設のため
- 日高郡白崎村 （1955年1月1日）日高郡由良町新設のため
- 日高郡衣奈村 （1955年1月1日）日高郡由良町新設のため
- 海草郡（旧）下津町 （1955年2月1日）海草郡下津町新設のため
- 海草郡大崎町 （1955年2月1日）海草郡下津町新設のため
- 海草郡仁義村 （1955年2月1日）海草郡下津町新設のため
- 海草郡加茂村 （1955年2月1日）海草郡下津町新設のため
- 海草郡塩津村 （1955年2月1日）海草郡下津町新設のため
- 伊都郡（旧）見好村 （1955年3月1日）伊都郡見好村新設のため
- 伊都郡天野村 （1955年3月1日）伊都郡見好村新設のため
- 日高郡（旧）龍神村 （1955年3月1日）日高郡龍神村新設のため
- 日高郡上山路村 （1955年3月1日）日高郡龍神村新設のため
- 日高郡中山路村 （1955年3月1日）日高郡龍神村新設のため
- 日高郡下山路村 （1955年3月1日）日高郡龍神村新設のため
- 西牟婁郡西富田村 （1955年3月15日）田辺市に編入のため
- 西牟婁郡南富田村 （1955年3月15日）西牟婁郡白浜町に編入のため
- 西牟婁郡周参見町 （1955年3月15日）西牟婁郡すさみ町新設のため
- 西牟婁郡大都河村 （1955年3月15日）西牟婁郡すさみ町新設のため
- 西牟婁郡佐本村 （1955年3月15日）西牟婁郡すさみ町新設のため
- 那賀郡中貴志村 （1955年3月31日）那賀郡貴志川町新設のため
- 那賀郡東貴志村 （1955年3月31日）那賀郡貴志川町新設のため
- 那賀郡西貴志村 （1955年3月31日）那賀郡貴志川町新設のため
- 那賀郡丸栖村 （1955年3月31日）那賀郡貴志川町新設のため
- 伊都郡笠田町 （1955年3月31日）伊都郡伊都町新設のため
- 伊都郡大谷村 （1955年3月31日）伊都郡伊都町新設のため
- 伊都郡四郷村 （1955年3月31日）伊都郡伊都町新設のため
- 伊都郡（旧）九度山町 （1955年3月31日）伊都郡九度山町新設のため
- 伊都郡河根村 （1955年3月31日）伊都郡九度山町新設のため
- 那賀郡（旧）粉河町 （1955年4月1日）那賀郡粉河町新設のため
- 那賀郡長田村 （1955年4月1日）那賀郡粉河町新設のため
- 那賀郡竜門村 （1955年4月1日）那賀郡粉河町新設のため
- 那賀郡川原村 （1955年4月1日）那賀郡粉河町新設のため
- 有田郡広町 （1955年4月1日）有田郡広川町新設のため
- 有田郡南広村 （1955年4月1日）有田郡広川町新設のため
- 有田郡津木村 （1955年4月1日）有田郡広川町新設のため
- 有田郡生石村 （1955年4月1日）有田郡鳥屋城村（即日消滅）に編入のため
- 有田郡五西月村 （1955年4月1日）有田郡金屋町新設のため
- 有田郡石垣村 （1955年4月1日）有田郡金屋町新設のため
- 有田郡鳥屋城村 （1955年4月1日）有田郡金屋町新設のため
- 東牟婁郡那智町 （1955年4月1日）東牟婁郡那智勝浦町新設のため
- 東牟婁郡勝浦町 （1955年4月1日）東牟婁郡那智勝浦町新設のため
- 東牟婁郡色川村 （1955年4月1日）東牟婁郡那智勝浦町新設のため
- 東牟婁郡宇久井村 （1955年4月1日）東牟婁郡那智勝浦町新設のため
- 海草郡志賀野村 （1955年4月1日）海草郡東野上町（即日改称、野上町）に編入のため
- 海草郡巽村 （1955年4月10日）海南市に編入のため
- 海草郡亀川村 （1955年4月10日）海南市に編入のため
- 海草郡南野上村 （1955年4月10日）海南市に編入のため
- 海草郡北野上村 （1955年4月10日）海南市に編入のため
- 海草郡中野上村 （1955年4月10日）海南市に編入のため
- 伊都郡（旧）高野口町 （1955年4月15日）伊都郡高野口町新設のため
- 伊都郡応其村 （1955年4月15日）伊都郡高野口町新設のため
- 伊都郡信太村 （1955年4月15日）伊都郡高野口町新設のため
- 有田郡藤並村 （1955年4月16日）有田郡吉備町新設のため
- 有田郡田殿村 （1955年4月16日）有田郡吉備町新設のため
- 有田郡御霊村 （1955年4月16日）有田郡吉備町新設のため
- 海草郡（旧）野上町 （1955年4月16日）海草郡野上町新設のため
- 海草郡小川村 （1955年4月16日）海草郡野上町新設のため
- 有田郡城山村 （1955年5月10日）有田郡清水町新設のため
- 有田郡八幡村 （1955年5月10日）有田郡清水町新設のため
- 有田郡安諦村 （1955年5月10日）有田郡清水町新設のため
- 海草郡下神野村 （1955年6月1日）海草郡美里町新設のため
- 海草郡上神野村 （1955年6月1日）海草郡美里町新設のため
- 海草郡長谷毛原村 （1955年6月1日）海草郡美里町新設のため
- 海草郡真国村 （1955年6月1日）海草郡美里町新設のため
- 海草郡国吉村 （1955年6月1日）海草郡美里町新設のため
- 那賀郡名手町 （1955年7月1日）那賀郡那賀町新設のため
- 那賀郡上名手村 （1955年7月1日）那賀郡那賀町新設のため
- 那賀郡狩宿村 （1955年7月1日）那賀郡那賀町新設のため
- 那賀郡麻生津村 （1955年7月1日）那賀郡那賀町新設のため
- 那賀郡王子村 （1955年7月1日）分割し、那賀郡那賀町新設・那賀郡粉河町に編入のため
- 西牟婁郡（旧）串本町 （1955年7月2日）西牟婁郡串本町新設のため
- 西牟婁郡田並村 （1955年7月2日）西牟婁郡串本町新設のため
- 西牟婁郡有田村 （1955年7月2日）西牟婁郡串本町新設のため
- 西牟婁郡潮岬村 （1955年7月2日）西牟婁郡串本町新設のため
- 西牟婁郡和深村 （1955年7月2日）西牟婁郡串本町新設のため
- 有田郡田栖川村 （1956年3月31日）有田郡湯浅町に編入のため
- 那賀郡池田村 （1956年3月31日）那賀郡打田町新設のため
- 那賀郡田中村 （1956年3月31日）那賀郡打田町新設のため
- 西牟婁郡日置町 （1956年7月1日）西牟婁郡日置川町新設のため
- 西牟婁郡川添村 （1956年7月1日）西牟婁郡日置川町新設のため
- 西牟婁郡三舞村 （1956年7月1日）西牟婁郡日置川町新設のため
- 那賀郡安楽川町 （1956年8月1日）那賀郡桃山町新設のため
- 那賀郡調月村 （1956年8月1日）那賀郡桃山町新設のため
- 那賀郡奥安楽川村 （1956年8月1日）那賀郡桃山町新設のため
- 西牟婁郡中芳養村 （1956年9月30日）西牟婁郡牟婁町新設のため
- 西牟婁郡上芳養村 （1956年9月30日）西牟婁郡牟婁町新設のため
- 西牟婁郡秋津川村 （1956年9月30日）西牟婁郡牟婁町新設のため
- 西牟婁郡上秋津村 （1956年9月30日）西牟婁郡牟婁町新設のため
- 西牟婁郡三栖村 （1956年9月30日）西牟婁郡牟婁町新設のため
- 西牟婁郡長野村 （1956年9月30日）西牟婁郡牟婁町新設のため
- 西牟婁郡生馬村 （1956年9月30日）西牟婁郡富田川町新設のため
- 西牟婁郡朝来村 （1956年9月30日）西牟婁郡富田川町新設のため
- 西牟婁郡三川村 （1956年9月30日）西牟婁郡大塔村新設のため
- 西牟婁郡富里村 （1956年9月30日）分割し、西牟婁郡大塔村・西牟婁郡中辺路町新設のため
- 西牟婁郡鮎川村 （1956年9月30日）分割し、西牟婁郡大塔村・西牟婁郡上富田町新設のため
- 西牟婁郡市ノ瀬村 （1956年9月30日）西牟婁郡上富田町新設のため
- 西牟婁郡岩田村 （1956年9月30日）西牟婁郡上富田町新設のため
- 西牟婁郡栗栖川村 （1956年9月30日）西牟婁郡中辺路町新設のため
- 西牟婁郡二川村 （1956年9月30日）西牟婁郡中辺路町新設のため
- 西牟婁郡近野村 （1956年9月30日）西牟婁郡中辺路町新設のため
- 西牟婁郡東富田村 （1956年9月30日）西牟婁郡富田村新設のため
- 西牟婁郡北富田村 （1956年9月30日）西牟婁郡富田村新設のため
- 東牟婁郡（旧）古座町 （1956年3月30日）東牟婁郡古座町新設のため
- 東牟婁郡西向町 （1956年3月30日）東牟婁郡古座町新設のため
- 東牟婁郡田原村 （1956年3月30日）東牟婁郡古座町新設のため
- 那賀郡（旧）岩出町 （1956年9月30日）那賀郡岩出町新設のため
- 那賀郡山崎村 （1956年9月30日）那賀郡岩出町新設のため
- 那賀郡根来村 （1956年9月30日）那賀郡岩出町新設のため
- 那賀郡上岩出村 （1956年9月30日）那賀郡岩出町新設のため
- 那賀郡鞆淵村 （1956年9月30日）那賀郡粉河町に編入のため
- 東牟婁郡高池町 （1956年3月31日）東牟婁郡古座川町新設のため
- 東牟婁郡明神村 （1956年3月31日）東牟婁郡古座川町新設のため
- 東牟婁郡小川村 （1956年3月31日）東牟婁郡古座川町新設のため
- 東牟婁郡三尾川村 （1956年3月31日）東牟婁郡古座川町新設のため
- 東牟婁郡七川村 （1956年3月31日）東牟婁郡古座川町新設のため
- 日高郡寒川村 （1956年3月31日）日高郡美山村新設のため
- 日高郡川上村 （1956年3月31日）日高郡美山村新設のため
- 日高郡川中村 （1956年8月1日）日高郡中津村新設のため
- 日高郡船着村 （1956年8月1日）日高郡中津村新設のため
- 海草郡和佐村 （1956年9月1日）和歌山市に編入のため
- 海草郡東山東村 （1956年9月1日）和歌山市に編入のため
- 海草郡西山東村 （1956年9月1日）和歌山市に編入のため
- 海草郡安原村 （1956年9月1日）和歌山市に編入のため
- 海草郡西脇町 （1956年9月1日）和歌山市に編入のため
- 日高郡（旧）印南町 （1956年9月30日）日高郡印南町新設のため
- 日高郡稲原村 （1956年9月30日）日高郡印南町新設のため
- 日高郡切目村 （1956年9月30日）日高郡切目川村新設のため
- 日高郡真妻村 （1956年9月30日）日高郡安住村新設のため
- 日高郡（旧）切目川村 （1956年9月30日）分割し、日高郡切目川村・日高郡安住村新設のため
- 東牟婁郡本宮村 （1956年9月30日）東牟婁郡本宮町新設のため
- 東牟婁郡三里村 （1956年9月30日）東牟婁郡本宮町新設のため
- 東牟婁郡四村 （1956年9月30日）東牟婁郡本宮町新設のため
- 東牟婁郡請川村 （1956年9月30日）東牟婁郡本宮町新設のため
- 東牟婁郡敷屋村 （1956年9月30日）分割し、東牟婁郡本宮町・東牟婁郡熊野川町新設のため
- 東牟婁郡小口村 （1956年9月30日）東牟婁郡熊野川町新設のため
- 東牟婁郡三津ノ村 （1956年9月30日）東牟婁郡熊野川町新設のため
- 東牟婁郡九重村 （1956年9月30日）東牟婁郡熊野川町新設のため
- 東牟婁郡玉置口村 （1956年9月30日）東牟婁郡熊野川町新設のため
- 東牟婁郡高田村 （1956年9月30日）新宮市に編入のため
- 日高郡（旧）印南町 （1957年8月1日）日高郡印南町新設のため
- 日高郡切目川村 （1957年8月1日）日高郡印南町新設のため
- 日高郡安住村 （1957年8月1日）日高郡印南町新設のため
- 海草郡細野村 （1957年8月1日）海草郡美里町・那賀郡桃山町に分割編入のため
- 東牟婁郡大島村 （1958年1月15日）西牟婁郡串本町に編入のため
- 西牟婁郡（旧）上富田町 （1958年3月31日）西牟婁郡上富田町新設のため
- 西牟婁郡富田川町 （1958年3月31日）西牟婁郡上富田町新設のため
- 那賀郡小倉村 （1958年4月1日）和歌山市に編入のため
- 海草郡有功村 （1958年4月1日）和歌山市に編入のため
- 海草郡直川村 （1958年4月1日）和歌山市に編入のため
- 海草郡川永村 （1958年4月1日）和歌山市に編入のため
- 伊都郡富貴村 （1958年6月1日）伊都郡高野町に編入のため
- 伊都郡伊都町 （1958年7月1日）伊都郡かつらぎ町新設のため
- 伊都郡妙寺町 （1958年7月1日）伊都郡かつらぎ町新設のため
- 伊都郡見好村 （1958年7月1日）伊都郡かつらぎ町新設のため
- 西牟婁郡富田村 （1958年7月1日）西牟婁郡白浜町に編入のため
- 海草郡加太町 （1958年7月1日）和歌山市に編入のため
- 有田郡岩倉村 （1959年1月1日）有田郡金屋町・有田郡清水町に分割編入のため
- 海草郡山口村 （1959年1月1日）和歌山市に編入のため
- 西牟婁郡江住村 （1959年3月25日）西牟婁郡すさみ町に編入のため
- 海草郡紀伊村 （1959年4月1日）和歌山市に編入のため

## 1960年 - 1969年
- 東牟婁郡下里町 （1960年1月11日）東牟婁郡那智勝浦町に編入のため
- 東牟婁郡太田村 （1960年1月11日）東牟婁郡那智勝浦町に編入のため
- 海草郡初島町 （1962年8月1日）有田市に編入のため
- 西牟婁郡牟婁町 （1964年10月15日）田辺市に編入のため

## 1970年 - 1999年
この30年間に県内に廃止市町村なし

## 2000年以降
- 日高郡南部町 （2004年10月1日）日高郡みなべ町新設のため
- 日高郡南部川村 （2004年10月1日）日高郡みなべ町新設のため
- 西牟婁郡（旧）串本町 （2005年4月1日）東牟婁郡串本町新設のため
- 東牟婁郡古座町 （2005年4月1日）東牟婁郡串本町新設のため
- 旧・海南市 （2005年4月1日）海南市新設のため
- 海草郡下津町 （2005年4月1日）海南市新設のため
- 日高郡川辺町 （2005年5月1日）日高郡日高川町新設のため
- 日高郡中津村 （2005年5月1日）日高郡日高川町新設のため
- 日高郡美山村 （2005年5月1日）日高郡日高川町新設のため
- 旧・田辺市 （2005年5月1日）田辺市新設のため
- 西牟婁郡中辺路町 （2005年5月1日）田辺市新設のため
- 西牟婁郡大塔村 （2005年5月1日）田辺市新設のため
- 東牟婁郡本宮町 （2005年5月1日）田辺市新設のため
- 日高郡龍神村 （2005年5月1日）田辺市新設のため
- 伊都郡花園村 （2005年10月1日）伊都郡かつらぎ町に編入のため
- 旧・新宮市 （2005年10月1日）新宮市新設のため
- 東牟婁郡熊野川町 （2005年10月1日）新宮市新設のため
- 那賀郡打田町 （2005年11月7日）紀の川市新設のため
- 那賀郡粉河町 （2005年11月7日）紀の川市新設のため
- 那賀郡那賀町 （2005年11月7日）紀の川市新設のため
- 那賀郡桃山町 （2005年11月7日）紀の川市新設のため
- 那賀郡貴志川町 （2005年11月7日）紀の川市新設のため
- 有田郡吉備町 （2006年1月1日）有田郡有田川町新設のため
- 有田郡金屋町 （2006年1月1日）有田郡有田川町新設のため
- 有田郡清水町 （2006年1月1日）有田郡有田川町新設のため
- 海草郡野上町 （2006年1月1日）海草郡紀美野町新設のため
- 海草郡美里町 （2006年1月1日）海草郡紀美野町新設のため
- 旧・橋本市 （2006年3月1日）橋本市新設のため
- 伊都郡高野口町 （2006年3月1日）橋本市新設のため
- 西牟婁郡（旧）白浜町 （2006年3月1日）西牟婁郡白浜町新設のため
- 西牟婁郡日置川町 （2006年3月1日）西牟婁郡白浜町新設のため